# Харківська площа
Ха́рківська площа — площа у Дарницькому районі Києва, місцевість Червоний хутір. Розташована між Харківським шосе, Ташкентською вулицею, Бориспільським шосе, вулицею Світлою, вулицею Колекторною і проспектом Миколи Бажана.

## Історія
Виникла в середині 1970-х років під назвою Нова площа. Сучасна назва — 3 1977 року. У 2005 році планувалася реконструкція площі у зв'язку з побудовою станції метро Бориспільська, але через нестачу коштів реконструкція була відкладена. Натомість площа була переобладнана, через центральну клумбу прокладено дорогу, що з'єднала Бориспільське шосе з проспектом Миколи Бажана для полегшення руху в місто.
Станція метро «Бориспільська» була відкрита 23 серпня 2005 року.
Наразі розроблено проєкт реконструкції площі, згідно з яким, на площі будуть побудовані 2 рівня естакади. Перший рівень естакади з'єднає Бориспільске шосе з проспектом Миколи Бажана, а другий з вулицями Харківське шосе і Світла. Розв'язку планувалося побудувати до 2015 року.